# Achim Melcher
Achim Melcher (* 4. Februar 1935) ist ein ehemaliger deutscher Fußballspieler. Der Mittelfeldspieler absolvierte für Borussia Neunkirchen von 1964 bis 1966 in der Fußball-Bundesliga 52 Ligaspiele.

## Karriere
Der vom FC Sobernheim 03 zur Runde 1956/57 zu Eintracht Bad Kreuznach gekommene Achim Melcher spielte bis 1961 unter Trainer Jupp Rasselnberg mit der Elf aus dem Nahetal in der Oberliga. Bereits am ersten Spieltag der Saison 1956/57, den 19. August 1956, debütierte er auf Halblinks beim Heimspiel gegen Saar 05 Saarbrücken bei den Blau-Weißen in der Oberliga. Nach insgesamt 126 Oberligaeinsätzen mit fünf Toren wechselte der zumeist als Außenläufer oder Halbstürmer im damals praktizierten WM-System einsetzbare Melcher zur Saison 1961/62 zum Ligarivalen Borussia Neunkirchen.
Mit Neunkirchen gewann er auf Anhieb 1962 unter Trainer Alfred Preißler die Meisterschaft im Südwesten und zog in die Endrunde um die deutsche Meisterschaft ein. Als Titelverteidiger reichte es im letzten Jahr der alten erstklassigen Oberligaära 1962/63 zur Vizemeisterschaft und dem erneuten Einzung in die Endrunde. Für Neunkirchen absolvierte er von 1961 bis 1963 weitere 43 Oberligaspiele und erzielte dabei vier Tore für die Mannschaft vom Ellenfeldstadion. Insgesamt wird Melcher mit 169 Oberligaspielen mit neun Toren notiert. Neunkirchen wurde für die neu gegründete Fußball-Bundesliga 1963/64 nicht nominiert, aus dem Südwesten wurden der 1. FC Kaiserslautern und der 1. FC Saarbrücken für das Oberhaus des deutschen Fußballs berücksichtigt. Melcher und seine Sportkameraden aus Neunkirchen starteten somit in der Fußball-Regionalliga Südwest. Nach 38 Spieltagen, in denen Melcher immer zum Einsatz kam und dabei ein Tor schoss, feierten die Borussen unter Trainer Horst Buhtz die Meisterschaft, damit waren sie für die erste Bundesligaaufstiegsrunde qualifiziert. Die Aufstiegsrunde wurde nach schwachen Start, durch Siege gegen den FC Bayern München, den FC St. Pauli und Tasmania Berlin erfolgreich gestaltet, von den sechs Spielen bestritt Melcher vier.
In die Bundesliga starteten Melcher und Mannschaftskollegen mit drei Niederlagen. Die weitere Saison gestaltete sich erfolgreicher, so dass die Bundesligasaison 1964/65 für Neunkirchen mit Rang 10 endete. In der zweiten Bundesligasaison 1965/66 konnten die Neunkirchen nicht an die Leistungen des Vorjahres anknüpfen. Am Ende wurde die Borussia Vorletzter und stieg ab. Melcher kam in seiner ersten Bundesligasaison auf 27 und in seiner zweiten Spielzeit auf 25 Ligaeinsätze. In seinem ersten Bundesligajahr schoss er auch noch ein Tor für Neunkirchen. Nach der Saison 1966/67, er hatte in der Regionalliga Südwest für Borussia nur noch drei Pflichtspiele absolviert, beendete er seine höherklassige Laufbahn.